# Satchelliella hirticornis
Satchelliella hirticornis és una espècie d'insecte dípter pertanyent a la família dels psicòdids que es troba a Europa: els Alps a França, Alemanya, Itàlia i Àustria.